# Tischtennis-Bundesliga 1975/76
Die Bundesliga 1975/76 war bei den Männern die 10. und bei den Frauen die 1. Spielzeit der höchsten deutschen Spielklasse im Tischtennis. Meister wurden der VfB Altena und der DSC Kaiserberg.

## Männer

### Saison
Es nahmen zehn Mannschaften teil, neu waren der TSV Milbertshofen und der VfL Osnabrück, die für den TTC Remlingen und den TTV Metelen aufgestiegen waren. Meister wurde der VfB Altena. Der Meidericher TTC und der VfL Osnabrück stiegen ab und wurden durch den TTC Calw und den TTC Grünweiß Bad Hamm ersetzt.
Meiderich zog seine Mannschaft aus wirtschaftlichen Gründen zurück. Düsseldorf legte vergeblich Protest gegen die Wertung der Partie in Altena wegen unzureichender Spielbedingungen ein und verpasste damit die dritte Meisterschaft in Folge knapp. Mit insgesamt 20.745 Zuschauern war ein deutlicher Rückgang gegenüber der Vorsaison zu beobachten. Bester Spieler im oberen Paarkreuz war Wilfried Lieck.

### Abschlusstabelle
| Pl. | Mannschaft                 | Bgn. | Spiele  | +/-  | Punkte |
| --- | -------------------------- | ---- | ------- | ---- | ------ |
| 1   | VfB Altena                 | 18   | 155:84  | +71  | 31:5   |
| 2   | Borussia Düsseldorf (M, P) | 18   | 154:77  | +77  | 30:6   |
| 3   | SSV Reutlingen 05          | 18   | 148:90  | +58  | 28:8   |
| 4   | TTC Mörfelden              | 18   | 136:109 | +27  | 21:15  |
| 5   | Eintracht Frankfurt        | 18   | 119:108 | +9   | 21:15  |
| 6   | Meidericher TTC            | 18   | 128:111 | +17  | 19:17  |
| 7   | FTG Frankfurt              | 18   | 112:118 | −6   | 16:20  |
| 8   | 1. FC Saarbrücken          | 18   | 92:150  | −58  | 6:30   |
| 9   | TSV Milbertshofen (N)      | 18   | 64:154  | −90  | 6:30   |
| 10  | VfL Osnabrück (N)          | 18   | 51:158  | −107 | 2:34   |

| Zum Saisonende 1975/76: |                                                            |
|                         | Meister: VfB Altena                                        |
|                         | Abstieg: Meidericher TTC, VfL Osnabrück                    |
| Zum Saisonende 1974/75: |                                                            |
| (M)                     | Meister der Vorsaison: Borussia Düsseldorf                 |
| (P)                     | Pokalsieger der Vorsaison: Borussia Düsseldorf             |
| (N)                     | Aufsteiger der Vorsaison: TSV Milbertshofen, VfL Osnabrück |

## Frauen

### Saison
Es nahmen zehn Mannschaften teil, erstmals in einer eingleisigen Bundesliga. Meister wurde der DSC Kaiserberg. Der TTC Olympia Koblenz und Oberalster VfW stiegen ab und wurden durch den SV Olympia Bonn und den TSV Nord Harrislee ersetzt.
4.850 Zuschauer sahen die Wettkämpfe. Erfolgreichste Spielerin war Ursula Kamizuru aus Kaiserberg.

### Abschlusstabelle
| Pl. | Mannschaft           | Bgn. | Spiele  | +/-  | Punkte |
| --- | -------------------- | ---- | ------- | ---- | ------ |
| 1   | DSC Kaiserberg (M)   | 18   | 162:45  | +117 | 36:0   |
| 2   | Weiß-Rot-Weiß Kleve  | 18   | 149:73  | +76  | 31:5   |
| 3   | Kieler TTK Grün-Weiß | 18   | 132:99  | +33  | 24:12  |
| 4   | SSV Hagen            | 18   | 127:117 | +10  | 19:17  |
| 5   | Post SV Düsseldorf   | 18   | 114:124 | −10  | 17:19  |
| 6   | VSC Donauwörth       | 18   | 117:143 | −26  | 15:21  |
| 7   | DJK Schwäbisch Gmünd | 18   | 106:132 | −26  | 14:22  |
| 8   | Gießener SV          | 18   | 101:144 | −43  | 10:26  |
| 9   | TTC Olympia Koblenz  | 18   | 78:143  | −65  | 8:28   |
| 10  | Oberalster VfW       | 18   | 82:148  | −66  | 6:30   |

| Zum Saisonende 1975/76: |                                              |
|                         | Meister: DSC Kaiserberg                      |
|                         | Abstieg: Oberalster VfW, TTC Olympia Koblenz |
| Zum Saisonende 1974/75: |                                              |
| (M)                     | Meister der Vorsaison: DSC Kaiserberg        |